# Alexeï Tchaly
 (juillet 2024).
Alexeï Mikhaïlovitch Tchaly (en russe : Алексей Михайлович Чалый ; en ukrainien : Олексі́й Миха́йлович Ча́лий, Oleksiï Mykhaïlovytch Tchalyï), né le 13 juin 1961 à Sébastopol (RSS d'Ukraine, URSS), est un homme politique russe, ancien maire de Sébastopol (du 24 février 2014 jusqu'au 1er avril 2014), qui a fait office de gouverneur de la ville-territoire de Sébastopol en république de Crimée (rattachée à la Russie depuis le 18 mars 2014), du 1er avril au 14 avril 2014.

## Biographie
Alexeï Tchaly naît dans la famille d'un scientifique soviétique spécialiste de construction d'appareils électroménagers, Mikhaïl Vassilievitch Tchaly et de son épouse Alevtina Tikhonovna Tchalaïa, professeur en cybernétique et titulaire d'un doctorat. Alexeï Tchaly est le petit-fils du vice-amiral Vassili Tchaly (1911-1979), commandant d'un escadron de la flotte de la mer Noire (1939-1961) de 1956 à 1961, puis premier commandant-adjoint de la flotte de la mer Noire.
Alexeï Tchaly poursuit ses études à l'université technique nationale de Sébastopol dont il obtient un doctorat en sciences techniques. À la fin de ses études en 1987, il dirige un laboratoire d'études de cette université à propos d'appareils de commutation. En 1990, le laboratoire est transformé à la fin de la perestroïka en entreprise nommé Tavrida Elektrik (Tavrida signifiant Tauride, ancien nom de la Crimée). Quelques mois plus tard, lorsque l'URSS s'effondre ainsi que toute l'économie du pays, cette entreprise est en mesure de sauver quelques bureaux d'études de la région. Aujourd'hui Tavrida Elektrik, dont le siège est à Sébastopol, regroupe une soixantaine de compagnies spécialisées dans l'électro-technologie et employant environ trois mille personnes. Ses filiales sont implantées dans environ cinquante villes de Russie : Moscou, Saint-Pétersbourg, Votkinsk, Oriol, Lipetsk, Nijni Novgorod, etc. Elle a aussi des bureaux de représentations à Pékin, Tallinn, Vancouver, Johannesburg, et d'autres villes.
En tant qu'entrepreneur de Sébastopol, Tchaly est à l'initiative de la restauration de plusieurs sites historiques rappelant l'histoire militaire de la ville et de sa résistance aux diverses occupations étrangères, notamment pendant la Seconde Guerre mondiale  et l'offensive de Manstein.
Alexeï Tchaly fait l'objet depuis la sécession de la Crimée, en tant que signataire du rattachement à la Russie à la suite du référendum populaire du 26 mars 2014, d'une interdiction de pénétrer aux États-Unis et dans autres pays alliés des États-Unis. Il fait partie des trente-trois personnes interdites de séjours dans l'Union européenne visées par les sanctions depuis l'annexion de la Crimée, à la suite de son inscription le 17 mars 2014.
Il est marié et père de famille.

## Carrière politique
Deux semaines avant les élections municipales de Sébastopol, Tchaly s'est exprimé à la télévision locale : « Déjà on entend les rumeurs d'une autre provocation politique. Les gens sont déjà préparés et ils n'ont plus besoin de vingt-deux ans pour comprendre. Tout se passe sur une échelle de cinq ans: provocation concernant la Flotte de la mer Noire [allusion à la cessation du bail de la Flotte de la mer Noire signé avec la Russie demandé notamment par Ioulia Timochenko ], et lorsque tout le pays devra crier sortez de notre terre, l'OTAN arrivera. Il n'y aura demain que l'option estonienne, faisant de ce pays un avant-poste de la lutte contre la Russie. C'est ce qu'il advient désormais de l'Europe de l'Est, sans parler de l'Europe de l'Ouest qui dirige tout cela [les provocations]. C'est la même chose qui attend l'Ukraine, ainsi que Sébastopol. Si des conflits locaux ont lieu, nous serons aux premières loges. Voilà les perspectives. »
Le 23 février 2014, une première manifestation d'envergure a lieu à Sébastopol dans le centre-ville, place Nakhimov, contre la révolution de Maïdan (qualifiée de « fasciste » par ses opposants). Elle regroupe plus de vingt mille personnes. On remarque des drapeaux russes, de la croix de saint André (emblème de la flotte russe) et même du parti communiste ukrainien ou de la Biélorussie, tandis que les slogans de la foule font état de demandes d'appui de la Russie, de l'organisation de nouvelles élections municipales pour le rétablissement de l'ordre, et de la non-reconnaissance du gouvernement de Kiev issu de la révolution de Maïdan. Cependant, l'organisation d'élections municipales contrevient à la loi ukrainienne qui prévoit que le maire de Sébastopol doit être uniquement nommé par les autorités centrales de Kiev et non pas élu.
Deux personnalités se présentent en premier plan pour des élections, l'ancien maire Vladimir Iatsouba (élu le 7 juin 2011) et l'entrepreneur Alexeï Tchaly. Le 23 février, le nouveau ministre de l'Intérieur ukrainien, Arsen Avakov, arrive en Crimée, ainsi que le chef des services secrets intérieurs ukrainiens, Valentin Nalivaïtchenko. Le 24 février, le maire de Sébastopol, Iatsouba, donne sa démission, expliquant que les « autorités qui l'ont nommé ne sont pas là », en effet depuis 1992, le maire de Sébastopol est directement nommé par le pouvoir de Kiev. Il ajoute qu'il « ne peut plus exercer légalement ses obligations. » Il démissionne également du parti des régions.
Ce même jour, l'administration de la ville de Sébastopol déclare comme illégale toute tentative issue d'organisations radicales de la révolution de Maïdan d'imposer une nouvelle administration à Sébastopol. En même temps, un rassemblement a lieu à Sébastopol en faveur de Tchaly, alors que Fiodor Roubanov (ancien adjoint de Vladimir Iatsouba) est de fait président par intérim de l'administration. Des rumeurs selon lesquelles Roubanov serait soutenu par Kiev et que Tchaly serait passible de poursuites légales de la part de Kiev provoquent l'indignation d'une grande partie de la population locale. Roubanov promet une réunion du comité exécutif pour le 25 février. Mais dans la soirée, un procureur avec un mandat d'arrêt contre Tchaly et un groupe des services de sécurité intérieure ukrainiens sont forcés par la foule de quitter les lieux.
Simultanément, le conseil municipal se prononce en faveur d'Alexeï Tchaly par 49 voix sur les 75 conseillers présents. Cette élection n'est pas reconnue par Kiev.

### Au conseil exécutif
Arrivé à la tête du conseil exécutif, Tchaly désavoue les autorités centrales issues de Maïdan, tandis que sur la route de Yalta et celle d'Inkerman apparaissent des points de contrôle et que sur les ponts des hommes du parti Bloc russe et des milices populaires assurent la surveillance des accès et n'arrêtent selon leurs déclarations « que les automobiles avec des plaques d'immatriculation de l'ouest du pays. ». Le 26, Tchaly annonce que son territoire n'appliquera pas les mesures exigées par le ministère de l'Intérieur ukrainien à l'encontre des membres des forces du Berkout.
Le matin du 1er mars, le nouveau chef de la police nommé par Kiev, Vitaly Malikov, est empêché par une foule d'environ 600 personnes d'entrer dans les locaux de la police. Le nouveau chef de l'administration, Dmitri Belik, est élu et il se prononce pour l'inclusion de Sébastopol dans la fédération de Russie. Le 6 mars, Tchaly annonce que son territoire ne participera pas aux élections présidentielles ukrainiennes anticipées du 25 mai, mais que la ville continue à verser ses impôts et maintient ses relations économiques avec Kiev, jusqu'au référendum prévu le 16 mars 2014, sur la question du rattachement ou non de Sébastopol à la fédération de Russie comme sujet de la fédération de Russie. Le 10 mars, Dmitri Belik annonce que le russe est désormais langue officielle pour les documents administratifs et que cette mesure sera appliquée à partir du 12 mars 2014. Le 17 mars, Alexeï Tchaly est inclus à la liste des personnes frappées de sanction par l'Union européenne (gel des avoirs éventuels et interdiction de visa). Cette mesure est une réponse au résultat du référendum donnant 96 % de voix favorables au rattachement de la Crimée et du territoire de Sébastopol à la Russie que l'Union européenne suivant les États-Unis refuse de reconnaître.

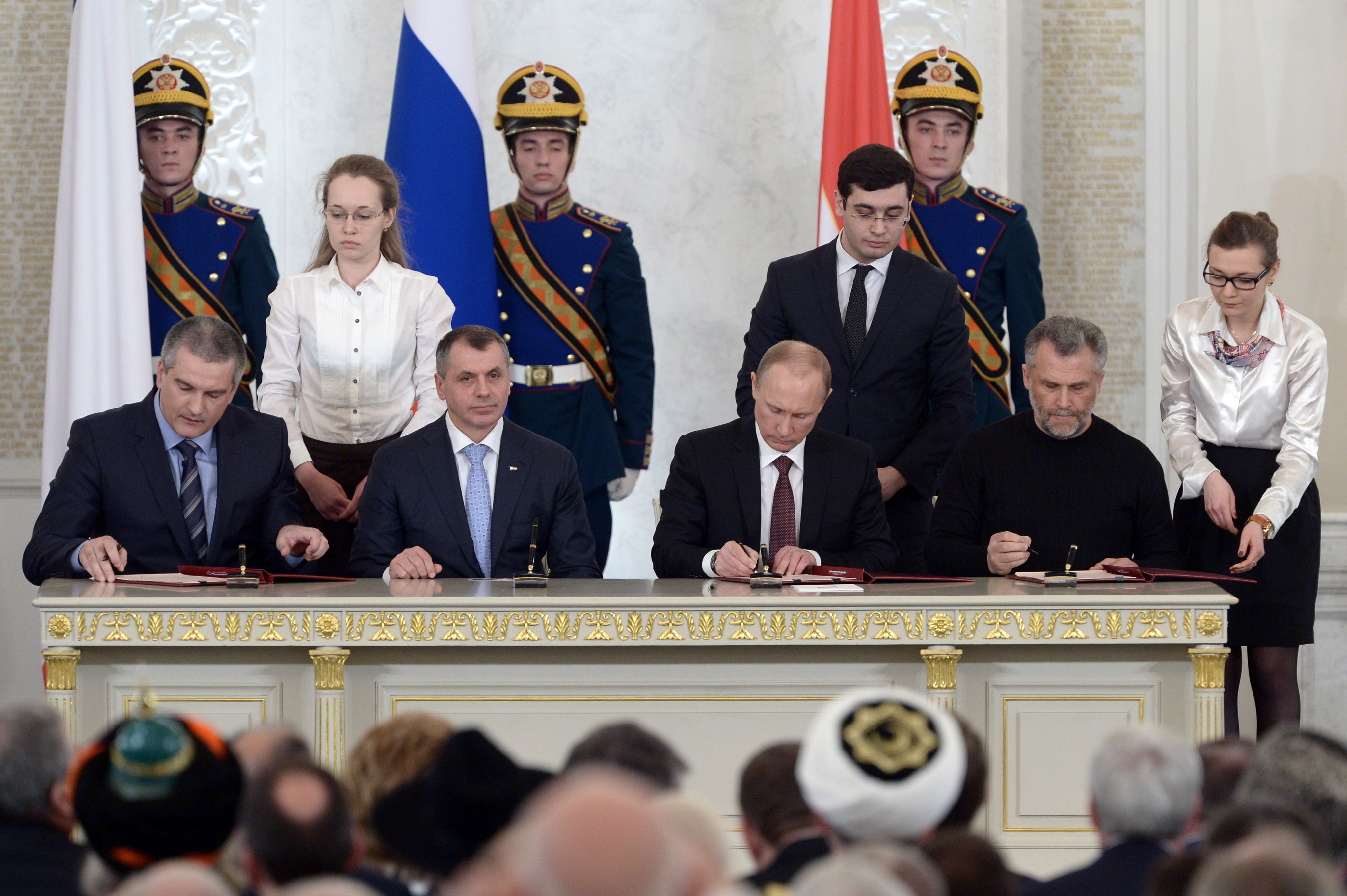
Signature des accords rattachant la Crimée et Sébastopol à la Russie, le 18 mars 2014 au Kremlin. De g. à dr.: Sergueï Axionov, Vladimir Konstantinov, Vladimir Poutine et Alexeï Tchaly.

Le 18 mars, Alexeï Tchaly, ainsi que Sergueï Axionov et Vladimir Konstantinov signent avec Vladimir Poutine dans la salle Saint-Georges du palais du Kremlin le rattachement des territoires qu'ils représentent à la Russie.
Le 19 mars, Alexeï Tchaly signe un accord de coopération économique avec le maire de Moscou, Sergueï Sobianine.

### Gouverneur par intérim
Le 1er avril 2014, il est élu à l'unanimité par les députés de l'assemblée législative de Sébastopol, gouverneur par intérim, avant qu'une nouvelle charte du territoire soit adoptée en conformité avec la législation russe avant la fin du mois. Il est prévu que ce soit le vice-amiral Sergueï Méniaïlo, ancien commandant-adjoint de la flotte de la mer Noire ; Alexeï Tchaly se réservant le poste de directeur de la nouvelle agence de développement stratégique de Sébastopol. La nomination du vice-amiral Meniaïlo intervient le 14 avril 2014.